# Emma Sintani
Emma Sintani (La Paz, Bolivia; 8 de diciembre de 1940 - La Paz, 13 de mayo de 2003), fue una bailarina, maestra y coreógrafa boliviana que vivió en Brasil durante gran parte de su vida artística y profesional.

## Biografía
Inició sus estudios en La Paz, donde, a los diecisiete años, ingresó al Ballet Oficial de Bolivia, como Solista Principal.
Teniendo como maestros a Carmen Bravo, Giovanni Brinatti, Vicente Colomer y Melba Zarate, perfeccionó su arte con reconocidos bailarines en Argentina, España y Francia.
En un comunicado al diario 'El Día', afirmó: "la danza es una cosa innata en el ser humano, ha nacido con el hombre en el movimiento, es una necesidad. Y hoy en día la educación por la danza es muy importante. A los niños se le deberían enseñar este arte, ya que permite muchas cosas positivas en el niño: la concentración, la capacidad de escuchar, disciplina, percepción, todo esto da la danza”.
Acompañada del bailarín Renán Castellón, fue a Brasil, donde fue profesora y coordinadora del Sector de Danza de la Universidad Estatal de Ponta Grossa.
Cuando creó el Grupo de Danza, Emma Sintani ya había actuado con Renán Castellón, en varios países, incluso en China.
Radicado en el estado de Paraná, a fines del siglo XX, fue una personalidad de gran integridad profesional, siendo frecuentemente llamado para asesorar y desarrollar importantes planes de promoción cultural. Por eso, su regreso a Bolivia fue muy sentido por la comunidad cultural brasileña.
Murió en La Paz, el 13 de mayo de 2003. Por su contribución a la difusión del arte y la cultura, principalmente en Ponta Grossa y Curitiba, del Estado de Paraná, en Brasil y en el exterior es regularmente recordada y honrada en concursos de danza tanto en Brasil como en Bolivia. En su honor, en 2013, la Prefectura de Ponta Grossa, en Brasil, creó el Premio Emma Sintani, dirigido a estimular a nuevos artistas danza.

## Repertorios danzados
- El lago de los cisnes, Petipa
- La Bella Durmiente, Petipa
- Bolero, Millos
- El cascanueces, Ivanov
- La boutique fantasque, Massine
- El sombrero de tres picos, Bravo
- Variaciones fantásticas, Brinatti

## Coreografías destacadas
- La casa de Bernarda Alba
- Rituales
- Bahía Colonial
- El Amor Brujo
- Concierto de Navidad
- Danzas de la Edad Media
- Zapata
- El pájaro y el samurái
- Una pequeña historia trivial
- Ballet Romántico
- Juegos sentimentales

## Escuela de Danza Emma Sintani
Fundada en 1963, en el municipio de Ponta Grossa, por invitación de la Sociedade de Cultura Artística Brasílio Itiberê (SCABI), actuó en escenarios de Brasil, como el Teatro Guaíra y del exterior.

## Reconocimiento profesional
Logró reconocimiento como docente y coreógrafa, siendo invitada en las siguientes instituciones:
- Real Academia de La Danza, España
- Ballet oficial, Bolivia
- Cuerpo de Baile, Paraguay
- Ballet Teatro Guaíra, Curitiba
- Ballet en el Teatro Municipal de Río de Janeiro.

## Premios y títulos
- Ciudadana de Honor de Ponta Grossa
- Premio Rotary Arts
- Medalla al Mérito Fundación Teatro Guaíra
- Mujer notable
- Personalidad excepcional
- Diploma de Honor, otorgado por el Gobierno de Bolivia.